# Complejo de la Moncloa
El Complejo de la Moncloa es un conjunto de edificios gubernamentales de la ciudad española de Madrid, entre los que se encuentra el Palacio de la Moncloa.

## Descripción
Se ubica en el oeste del término municipal de Madrid, en el barrio de Ciudad Universitaria, perteneciente al distrito de Moncloa-Aravaca. En el conjunto de edificios se incluyen el Palacio de la Moncloa, reconstruido por el arquitecto Diego Méndez tras la guerra civil y residencia oficial del jefe de Gobierno español; el llamado edificio del INIA, inmueble proyectado a mediados del siglo XX por el arquitecto José Azpiroz conocido así por ser ocupado antaño por el Instituto Nacional de Investigaciones Agrarias y hoy día sede del Ministerio de la Presidencia; el edificio del Portavoz del Gobierno; el edificio de la Vicepresidencia, que data ya del siglo XXI; el edificio de Semillas, antiguo almacén de «semillas selectas»; y el edificio del Consejo de Ministros, entre otros.
Todos los edificios del complejo presidencial están comunicados entre sí a través de un búnker subterráneo que se construyó tras el golpe de Estado del 23-F, como prevención de seguridad para el Gobierno y su presidente. Este búnker acoge también una sala de prensa y un estudio de radio, con el fin de garantizar la comunicación del Gobierno en cualquier eventualidad, por grave que esta sea. En cualquier caso, el búnker es utilizado habitualmente como nexo interior de los distintos edificios.
El complejo, que incluye una amplia extensión de jardines, aparte de los originales del palacete histórico, dispone también de un helipuerto reservado para el presidente del Gobierno. La totalidad de edificios y jardines que comprende el recinto configura una de las más amplias extensiones de terreno reservados a una Jefatura de Gobierno en Europa. Su superficie se halla, salvo expresa autorización militar, vetada a cualquier sobrevuelo civil o comercial, y su custodia está encomendada al servicio de seguridad de la Presidencia del Gobierno, autónomo y directamente subordinado a la Secretaría General de la Presidencia del Gobierno.
El área ocupada por el complejo alcanza las 20 hectáreas.

## Edificios
Además del Palacio de la Moncloa, el complejo incluye los Jardines de La Moncloa y otros cinco edificios que se construyeron para albergar la sede de diferentes organismos ligados a la Presidencia del Gobierno: el Consejo de Ministros, la Vicepresidencia del Gobierno, el Ministerio de la Presidencia, la Secretaría de Estado de Comunicación y el Gabinete de la Presidencia del Gobierno. Además de estos, el complejo también incluye otros edificios destinados a distintos departamentos ligados a la Presidencia del Gobierno como el Edificio Seguridad, la Dirección General de Protocolo, el Edificio Servicios, Medios Operativos y el Edificio Greco. Por último, el complejo también cuenta con un helipuerto y un refugio construido durante el Gobierno de Felipe González.
A continuación, se muestran los edificios principales del complejo de la Moncloa detallados según su página web:
| Edificio y año de construcción | Edificio y año de construcción                              | Sede                                                                          | Notas |
| ------------------------------ | ----------------------------------------------------------- | ----------------------------------------------------------------------------- | --- |
|                                | Palacio de la Moncloa Original: (1660) Reconstruido: (1954) | Presidencia del Gobierno                                                      | En enero de 1977, con Adolfo Suárez como presidente, se decide trasladar la sede de la Presidencia del Gobierno desde el Palacio de Villamejor hasta el Palacio de la Moncloa, por motivos de seguridad y por la nueva estructura del Gobierno. El Palacio quedó entonces dividido en dos zonas: un área privada en los pisos superiores, destinada a la vivienda del presidente y su familia, y un área para uso oficial, en la planta baja, donde se celebraban, entre otros eventos, las reuniones del Consejo de Ministros. Cabe destacar que este edificio fue testigo en 1977 de la firma de los históricos Pactos de la Moncloa. |
|                                | Pabellón del Consejo (1989)                                 | Consejo de Ministros                                                          | En 1989, el presidente Felipe González decide construir el edificio del Consejo de Ministros para diferenciar el uso oficial del uso residencial que se da al Palacio. En la actualidad, se celebra el Consejo de Ministros, así como otras reuniones y visitas oficiales. En su interior cabe destacar el Salón Barceló, utilizado para recepciones, actos oficiales y, en algunas ocasiones, para conferencias de prensa. Además, en este edificio encontramos el despacho del presidente. Fue Felipe González quien cambió su ubicación desde el edificio Semillas hasta este nuevo inmueble.                                        |
|                                | Edificio de la Vicepresidencia (2006)                       | Vicepresidencia del Gobierno                                                  | Este edificio se construyó en 2006 durante la presidencia de José Luis Rodríguez Zapatero y se trata de uno de los edificios más modernos del complejo de La Moncloa. Actualmente alberga el despacho de la Vicepresidenta del Gobierno y Ministra de Hacienda. |
|                                | Edificio Semillas (1950)                                    | Gabinete de la Presidencia del Gobierno                                       | Fue construido en 1950 como dependencia del Ministerio de Agricultura. Su nombre se debe a que era el lugar donde antiguamente se almacenaban las semillas selectas. Actualmente acoge el Gabinete de la Presidencia del Gobierno. En el primer piso se encuentra el despacho del director del Gabinete, un despacho que fue utilizado en los años 80 por Alfonso Guerra, y antes por Joaquín Garrigues Walker con Adolfo Suárez. |
|                                | Edificio INIA (1950)                                        | Ministerio de la Presidencia, Relaciones con las Cortes y Memoria Democrática | El edificio fue construido en 1950 por el arquitecto José Azpiroz. Recibe este nombre por haber albergado el Instituto Nacional de Investigación Agraria. Actualmente es la sede del Ministerio de la Presidencia, Relaciones con las Cortes y Memoria Democrática. |
|                                | Edificio de la Portavocía del Gobierno (1950)               | Secretaría de Estado de Comunicación                                          | El edificio se construyó en 1950, como otras de las dependencias del Ministerio de Agricultura, antiguamente era el laboratorio donde se analizaban las semillas. Cuando se trasladó la sede del Gobierno a La Moncloa, pasó a albergar la Oficina de Información y, en la actualidad, alberga la Secretaría de Estado de Comunicación. En este lugar es donde se celebra la rueda de prensa posterior a la reunión del Consejo de Ministros, así como algunas comparecencias ante los medios de comunicación del Presidente del Gobierno de España, altos mandatarios extranjeros y otras personalidades.                              |